# Alan i Marilyn Bergman

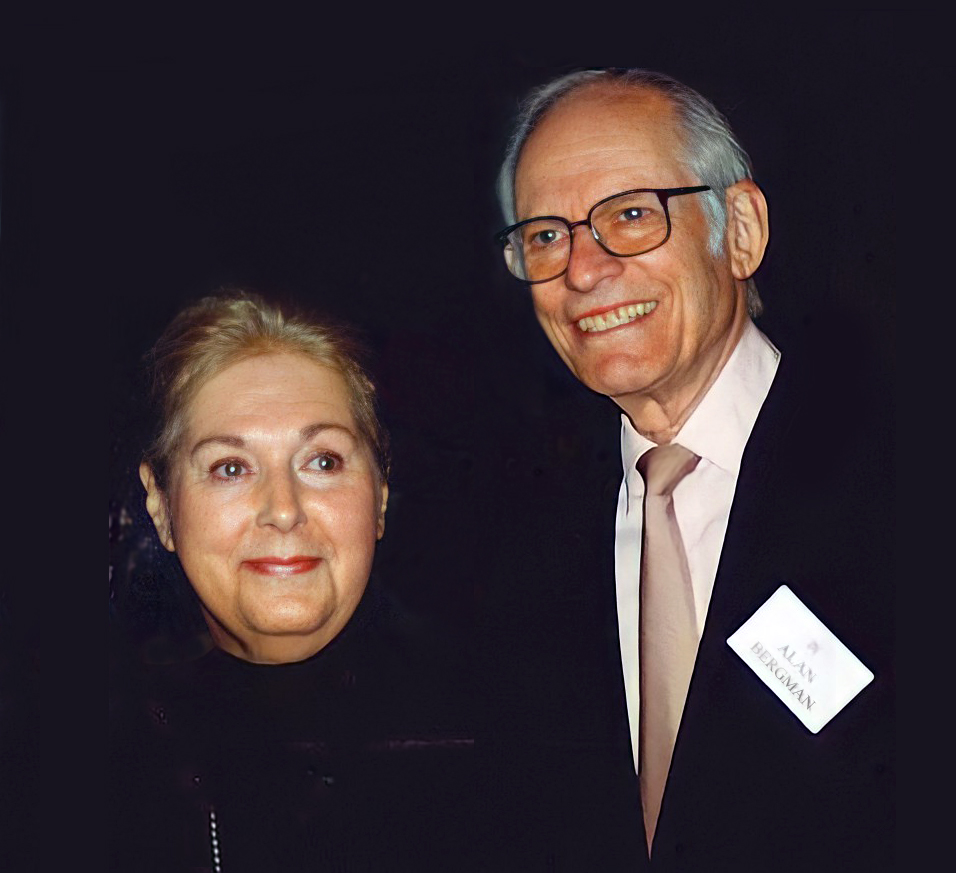
Alan i Marilyn Bergman el 2002

Alan Bergman (11 de setembre de 1929) i la seva dona Marilyn Bergamn -de soltera Marilyn Keith- (10 de novembre de 1929 - 2022) són uns lletristes i compositors de cançons nord-americanes. La parella ha estat casada des de 1958 i ha escrit les lletres i música per a importants sèries de televisió, musicals de teatre i pel·lículas.
Els Bergman han guanyat l'Oscar a la millor cançó original en dues ocasions: per The Windmills of Your Mind de 1968, amb música de Michel Legrand, i per The Way We Were de 1973, amb música de Marvin Hamlisch.
El 1997 van rebre el premi Johny Mercer del Saló de la Fama dels Compositors, que és el més important que atorga aquesta institució.